# سامتر (کارولینای جنوبی)
سامتر (به انگلیسی: Sumter) شهری در ایالت کارولینای جنوبی کشور ایالات متحده آمریکا است که جمعیت آن در سرشماری سال ۲۰۱۰ میلادی، ۴۰٬۵۲۴ نفر بوده‌است.